# Ring Syd (Ølstykke)
Ring Syd er en to sporet ringvej der går syd om Ølstykke. Vejen er med til at lede trafikken syd om byen, så byen ikke bliver belastet af for meget gennemkørende trafik.
Vejen forbinder Frederikssundvej i nord med Frederikssundvej i nord, og har forbindelse til Garbogårds Alle, Frode Fredegods Vej, Gjelstensåsen, Skolevej og Stadionvej.